# Tajmyłyr
Tajmyłyr (ros. Таймылыр) – wieś położona w Jakucji w Rosji, znajdująca się 190 km od Tiksi. Według spisu z 2010 roku liczba ludności wynosiła 757, w porównaniu z 900 odnotowanymi podczas spisu z 2002 roku. 

## Geografia
Taymyłyr leży na północ od koła podbiegunowego, na lewym brzegu rzeki Olenyok, poniżej jej ujścia do Kelimyar. Najbliższa osada to Ust-Olenyok położona dalej w dół rzeki. 
Według spisu powszechnego z 2010 r. zdecydowaną większość populacji wiejskiego okręgu stanowiła rdzenna ludność syberyjska, przy czym Ewenkowie stanowili 48%, a Ewenowie i Jakuci po około 22%.

## Gospodarka i infrastruktura
Lokalna gospodarka opiera się na hodowli reniferów, myślistwie i rybołówstwie.

## Klimat
W Taymylyr w lipcu znajduje się na izotermie 10°C i ma klimat tundry ściśle graniczący z klimatem subarktycznym.